# Spyker 60 HP

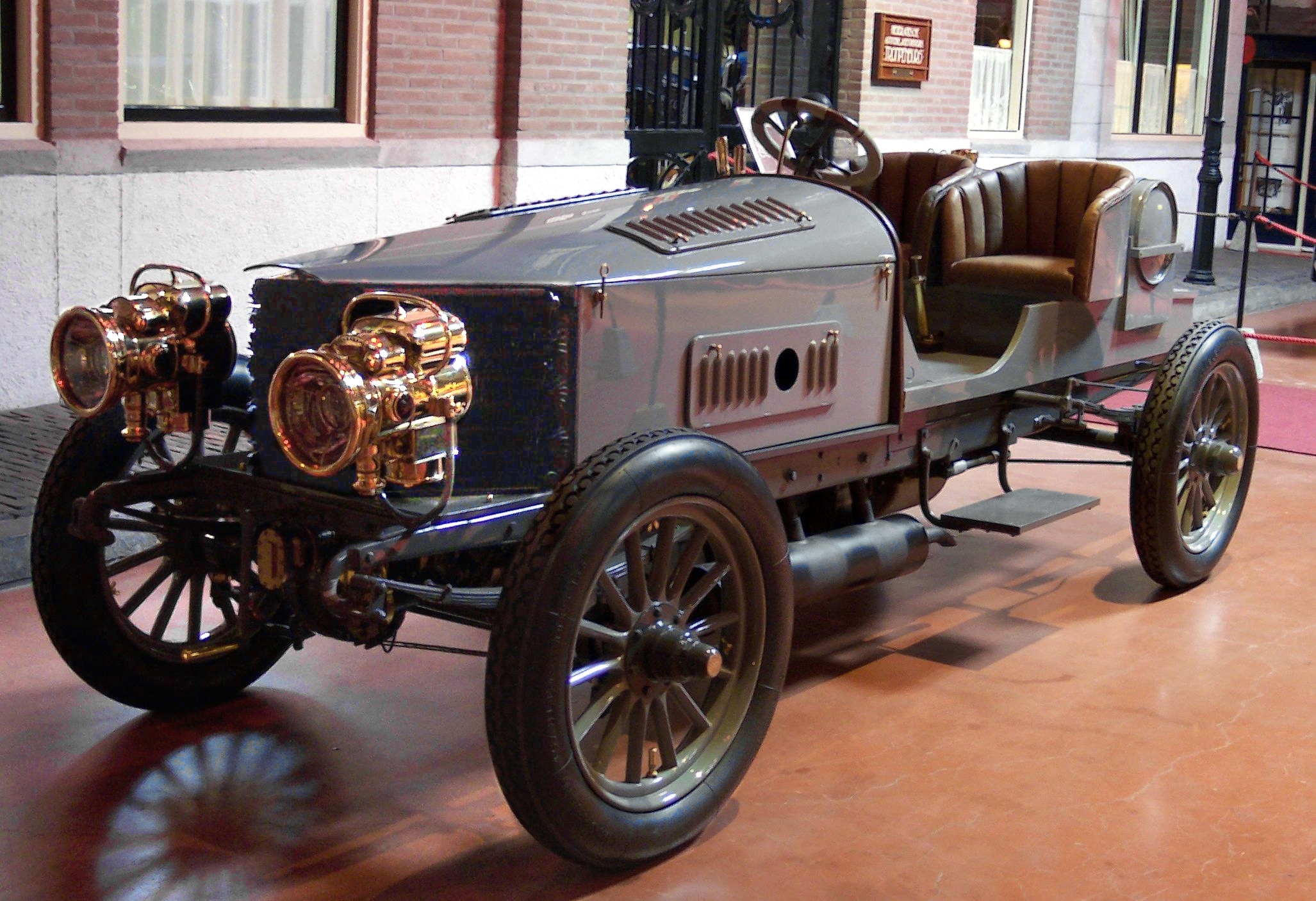
Spyker 60 HP

Der Spyker 60 HP war das erste Fahrzeug mit einem Sechszylinder-Motor und Allradantrieb über Kardanwellen. Die Gebrüder Spijker waren Kutschenbauer in Amsterdam und begannen 1901 mit der Konstruktion dieses Rennwagens.

## Geschichte
Der Franzose Emile Drourd, der damals für die Industriele Maatschappij Trompenburg N.V. in Amsterdam arbeitete, hat wahrscheinlich das Grundkonzept für dieses Fahrzeug entwickelt. Entscheidend für den Bau eines Sechszylinder-Motors war der Belgier Josephe Laviolette, der sich schon früher mit dem Bau dieser Motoren befasst hatte. Es wird vermutet, dass Spijker 1903 an dem Rennen Paris-Madrid teilnehmen wollte, da sein Name in der Starterliste stand, aber doch nicht gestartet ist.
Erstmals wurde der Spyker 60 HP im Dezember 1903 auf dem Pariser Salon de l’Automobile als Fahrgestell ohne Karosserie gezeigt. 1904 wurde das Fahrzeug mit einem Rennwagenaufbau im Londoner Crystal Palast vorgestellt.

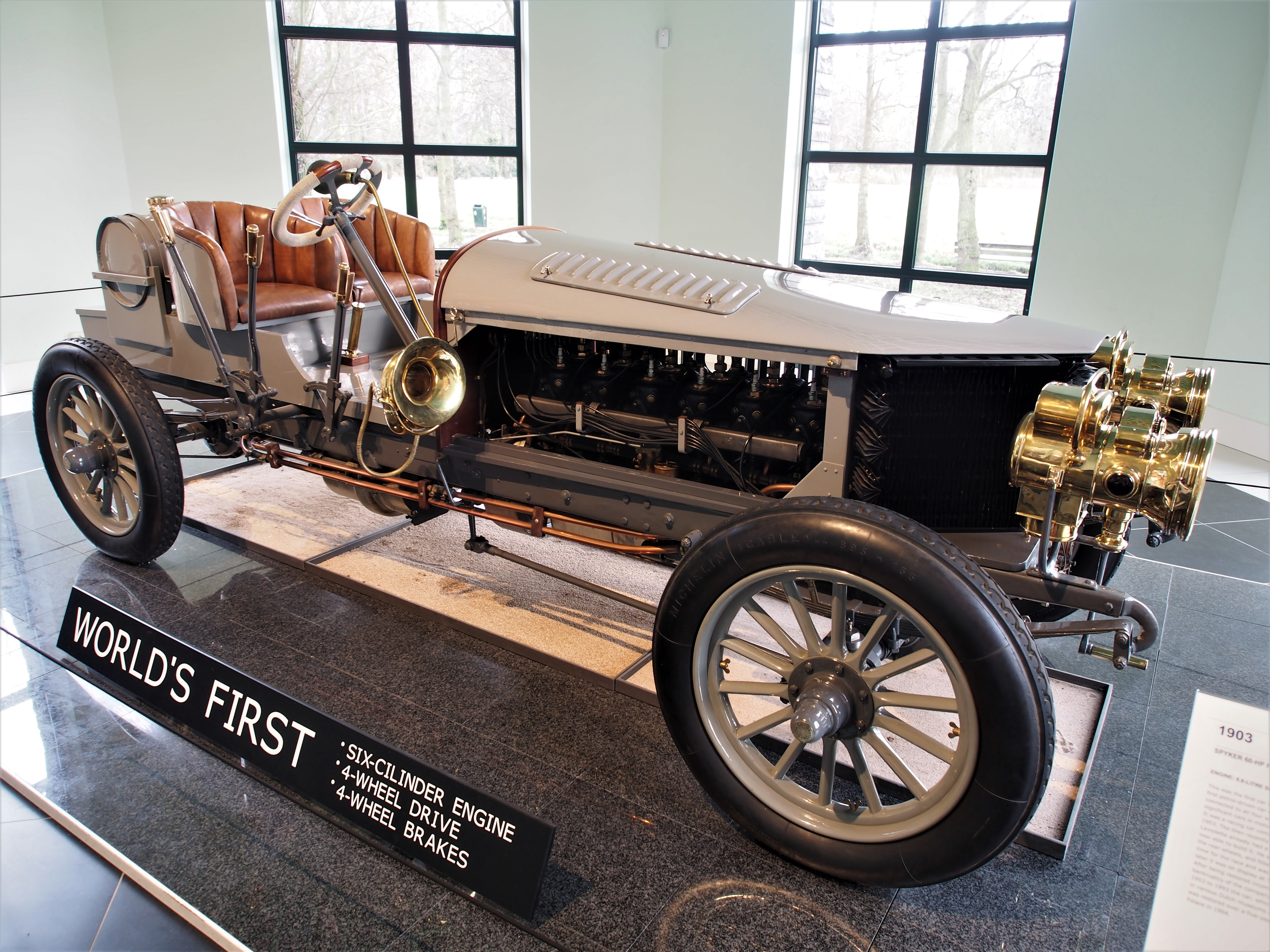
Spyker 60 HP (rechte Seite)
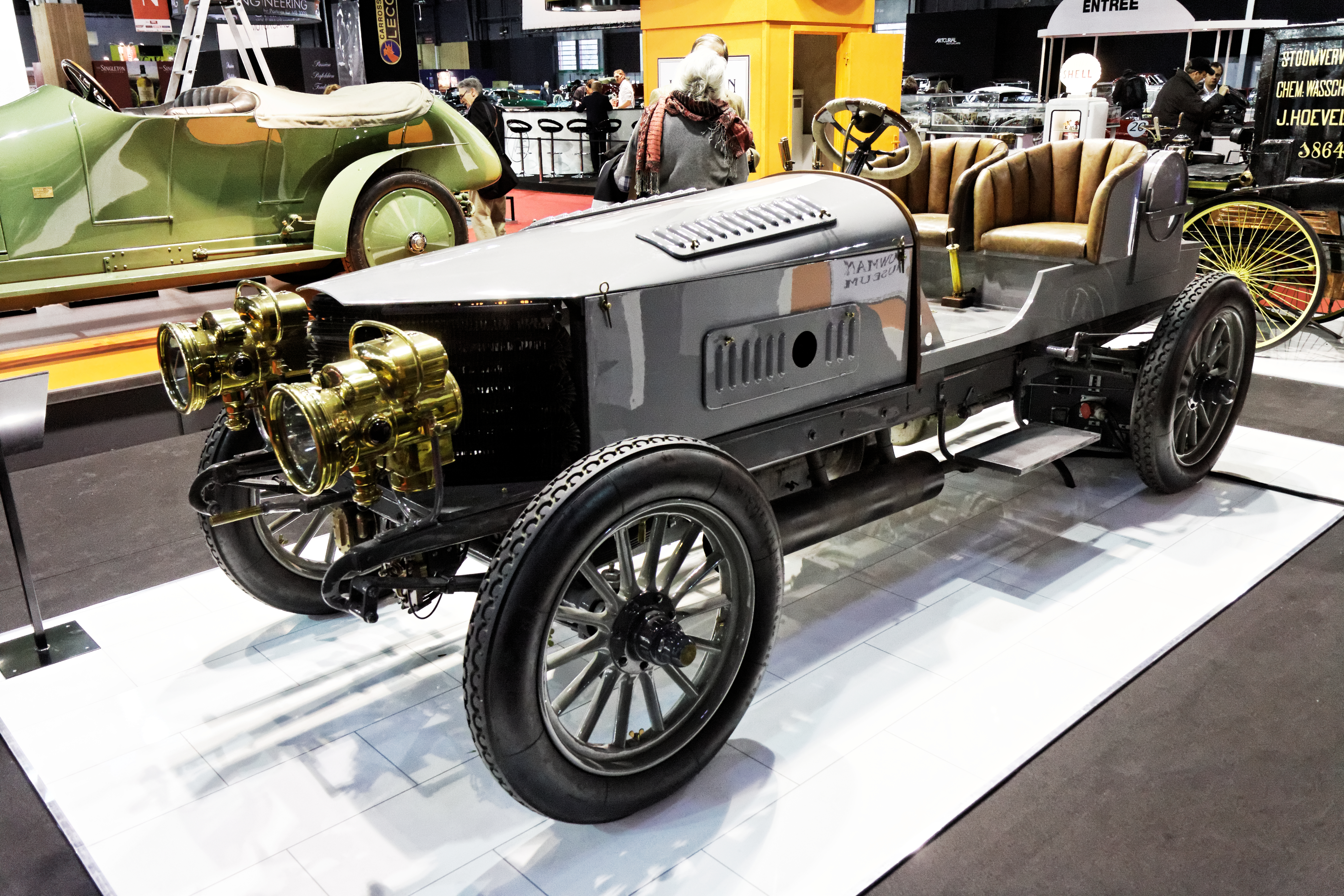
Spyker 60 HP (linke Seite)
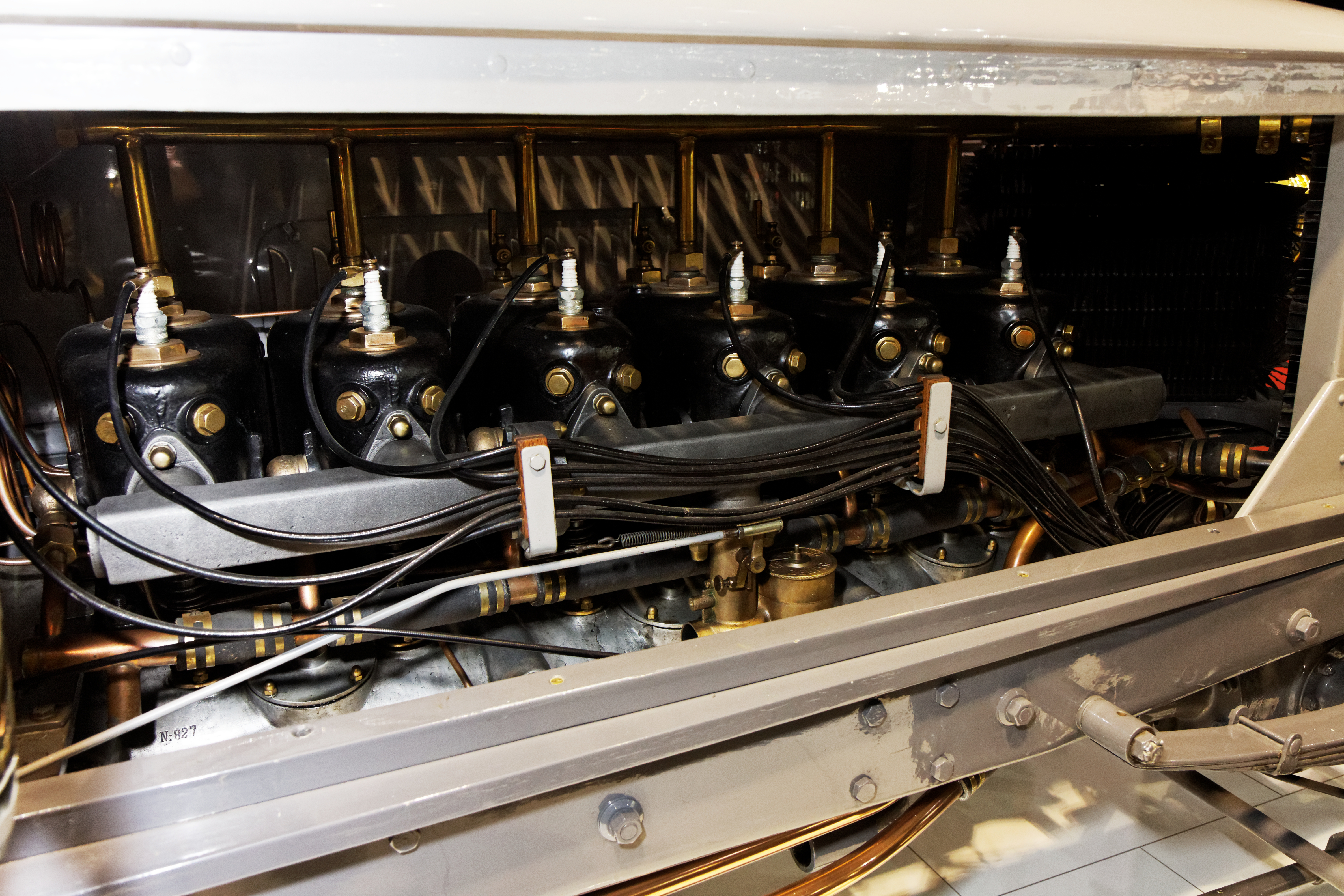
Spyker 60 HP (6-Zyl.-Motor)
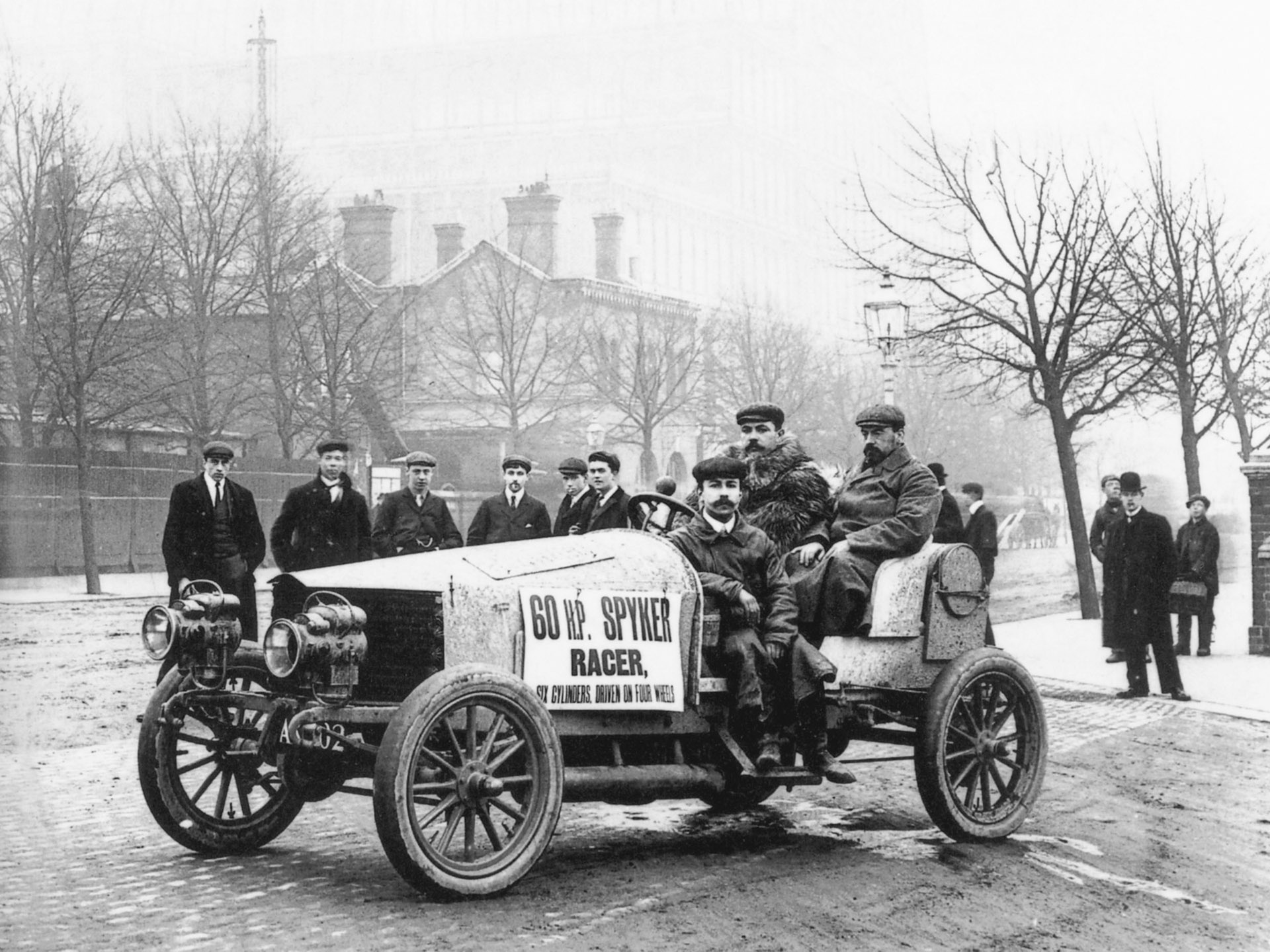
Spyker 60 HP (altes Foto in Paris)

## Technik
Der Motor besteht aus einem Aluminium-Kurbelgehäuse mit sechs einzelnen Zylindern, die Ventile werden von zwei über Zahnräder angetriebene Nockenwellen betätigt. Die Zylinder hatten eine Bohrung von 120 mm, der Hub beträgt 128 mm, der Gesamthubraum war 8676 cm³, die Kurbelwelle ist siebenfach gelagert. Der Motor hatte auch eine tragende Funktion im Fahrgestell. Das Dreiganggetriebe mit eingebautem Differential verteilt die Kraft gleichmäßig über Kardanwellen an die starren Hinter- und Vorderachsen mit Differentialen. An der Vorderachse sind eine Art Gleichlaufgelenke eingebaut. Die Kupplung war eine zu der damaligen Zeit übliche Lederkonuskupplung. Die Bremsanlage bestand aus einer Kardanbremse, die auf alle vier Räder wirkte, sowie Trommelbremsen an der Hinterachse. Die Bremsbetätigung erfolgte mechanisch. Der Spyker erreichte nicht die geplante Geschwindigkeit von 110 km/h, sondern nur 75 km/h.
1907 gewann der Testfahrer Emile Hautekeet ein Bergrennen bei Birmingham. Weitere Rennerfolge des Spyker 60 HP sind nicht bekannt.

## Verbleib
Nach dem Konkurs der Firma Spyker 1925 war der Wagen jahrzehntelang im Besitz eines ehemaligen Spykermitarbeiters, der ihn als Leihgabe an das Automobilmuseum Driebergen gab. 1964 wurde der Wagen von Max Lips für das Museum Rosmalen erworben. Seit 1990 befindet sich das Fahrzeug im Besitz von Evert Louwman, der in einer umfangreichen Restaurierung den Urzustand des Wagens wieder herstellte.